# Спорт в России

Динамика численности занимающихся в спортивных секциях и группах в России в 1998—2008 годах, в млн человек

Спорт в России — один из элементов российской культуры. Спортом занимаются профессионально и любительски; любительский спорт тесно связан с понятием физкультуры.
Регулированием спортивной сферы в РФ занимается Министерство спорта Российской Федерации.

## Общие сведения

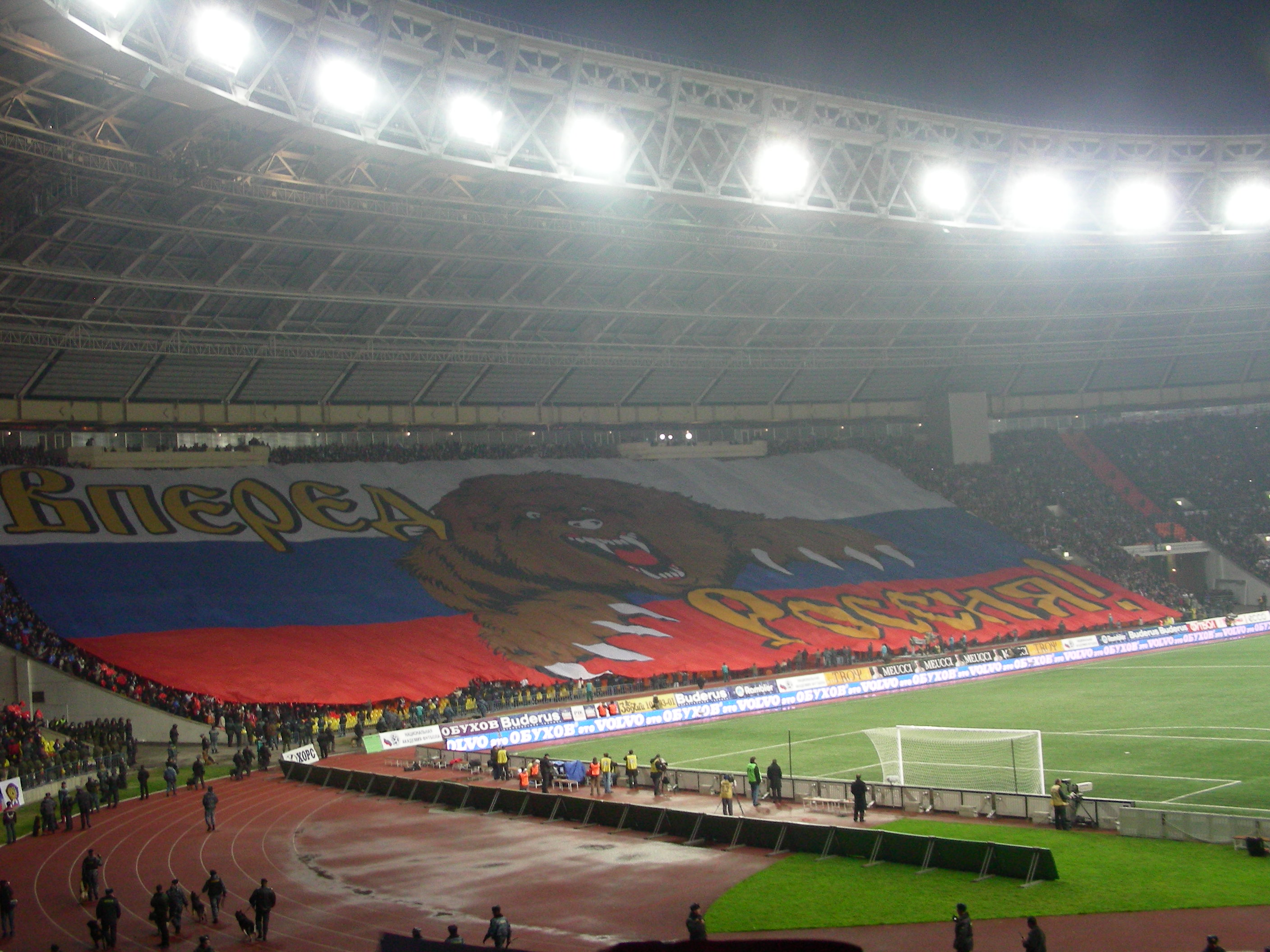
Баннер на матче сборной России по футболу. Стадион Лужники. 17 октября 2007 года

Как любительский, так и профессиональный спорт в России развиваются и пропагандируются. Многие российские дети посещают различного рода спортивные секции. Проводятся массовые спортивные соревнования, например, «Кросс наций» и «Лыжня России». Среди жителей деревень и сёл проводятся летние и зимние сельские спортивные игры, являющиеся аналогом спартакиад бывшего СССР.
В то же время в постсоветской России профессиональный спорт и спорт высоких достижений стал мощной индустрией с большими государственными и спонсорскими финансовыми вложениями в ключевые спортивные команды и спортивные объекты, а также в мероприятия мирового уровня. Ряд профессиональных спортивных команд имеют бюджеты до нескольких десятков и даже сотен миллионов рублей, покупают по многомиллионным контрактам отечественных и иностранных игроков; в стране построены и строятся спортивные объекты стоимостью до нескольких десятков миллиардов рублей и проводятся мировые спортивные мероприятия стоимостью до нескольких сотен миллиардов рублей.
Многие российские спортивные школы являются ведущими в мире, что доказывают высокие достижения на самых престижных спортивных соревнованиях, таких как Олимпийские игры, чемпионаты мира и Европы по различным видам спорта. Сильно утратив позиции относительно лидерства СССР после его распада. Начиная с 1991 года Россия сдаёт позиции в некоторых видах профессионального спорта, в которых ранее имела лидирующие позиции.
Также в России развиты традиции сопереживания участникам спортивных соревнований. Наиболее популярными среди болельщиков являются командные и индивидуальные зимние и летние виды спорта, такие как футбол, хоккей с шайбой, баскетбол, волейбол, хоккей с мячом, футзал, пляжный футбол и другие. В постсоветской России при командах появились фан-клубы, среди которых нередки стычки и прочие проявления агрессии и вандализма во время и после проведения матчей футбольных и хоккейных команд.
К 2024 году в России насчитывалось более 353 000 спортивных сооружений. Каждый год появляется новые, в том числе крупные, такие как хоккейные стадионы в Санкт-Петербурге и Новосибирске, лыжно-биатлонный комплекс в Казани, дворцы водных видов спорта и дзюдо в Екатеринбурге, академия единоборств в Сочи — все они были введены в строй в 2023 году. В феврале 2024 года президент страны Владимир Путин поручил запускать в эксплуатацию не менее 350 спортивных объектов в год. На эти цели в ближайшие шесть лет планируется выделить около 65 млрд рублей.  
По информации Владимира Путина, к октябрю 2024 года в России систематически спортом занимались около 76 млн россиян, что составляет около 57% населения. К 2030 году этот показатель, согласно его поручению, должен вырасти до 70%. 
C 2014 года в создание спортсооружений в России было вложено свыше 1 триллиона рублей, возведено более  85 тысяч объектов.

### Правовые основы
Основным законом, регламентирующим занятие спортом в России является Федеральный закон № 329-ФЗ «О физической культуре и спорте в Российской Федерации»
Согласно этому закону
Спорт — сфера социально-культурной деятельности как совокупность видов спорта, сложившаяся в форме соревнований и специальной практики подготовки человека к ним.
Вид спорта — часть спорта, которая признана в соответствии с требованиями настоящего Федерального закона обособленной сферой общественных отношений, имеющей соответствующие правила, утвержденные в установленном настоящим Федеральным законом порядке, среду занятий, используемый спортивный инвентарь (без учёта защитных средств) и оборудование.
Признанные в Российской Федерации в установленном порядке виды спорта и спортивные дисциплины включаются во Всероссийский реестр видов спорта. Порядок признания видов спорта, спортивных дисциплин и включения их во Всероссийский реестр видов спорта, порядок его ведения определяются Правительством Российской Федерации.
Всероссийский реестр видов спорта по состоянию на 28.03.2008 включает 159 вида спорта.
Россия стала первой страной в мире, которая признала киберспорт официальным видом спорта. Это произошло 25 июля 2001 года по распоряжению действующего на тот момент главы Госкомспорта России Рожкова Павла Алексеевича.
После смены руководства и переименования Госкомспорта России в Федеральное агентство по физической культуре и спорту, а также в связи с последующим введением в действие Всероссийского реестра видов спорта (ВРВС), потребовалось повторить процедуру признания компьютерного спорта 12 марта 2004 г. по распоряжению главы Госкомспорта России Вячеслава Фетисова.
В июле 2006 г. киберспорт был исключен из Всероссийского реестра видов спорта вследствие того, что он не соответствовал критериям, необходимым для включения в этот реестр: развитие в более чем половине субъектов Российской Федерации и наличие зарегистрированного в установленном порядке общероссийского физкультурно-спортивного объединения.
В 2016 году Приказом Приказом Министерства спорта Российской Федерации от 29.04.2016 N 470, Компьютерный спорт (Киберспорт) был признан официальным видом спорта в Российской Федерации и включён во Всероссийский реестр видов спорта
22 июня 2024 года президент РФ Владимир Путин поручил создать некоммерческий фонд поддержки детско-юношеского и массового спорта с финансированием из целевых отчислений от азартных игр. Основные цели фонда: поддержка спортивных школ, Олимпийского и Паралимпийского комитетов России, спортивных федераций различного уровня, реализация новых форматов международных спортивных соревнований, развитие спортивной инфраструктуры, финансирование и повышение доступности детско-юношеского и массового спорта (в первую очередь для детей из малообеспеченных семей). Вместе с этим, было поручено с 2025 года начать корректировку федеральных стандартов спортивной подготовки для актуализации с 2026 года расходов бюджета на спортподготовку.
В ноябре 2024 года Владимир Путин поручил Правительству создать на базе Федерального научного центра физической культуры и спорта Национальный центр спорта для аналитической работы в области спорта и физической культуры, включая детско-юношеский спорт и научное обеспечение подготовки спортивных национальных команд России.

## История развития спорта в России
Большую роль в популяризации спорта и физической культуры сыграла международная Юношеская христианская ассоциация (YMCA) — под её эгидой развивался институт спортивного тренерства, строились спортивные сооружения; деятельность Ассоциации привела к изобретению волейбола и баскетбола. В России один из деятелей YMCA основал Общество содействия духовному, нравственному и физическому развитию молодых людей «Маяк», просуществовавшее до Октябрьской революции. Другой популярной в России физкультурно-спортивной организацией стало Общество телесного воспитания «Богатырь», всего же подобного рода организаций к 1914 году насчитывалось в стране уже 360.
В России к началу XX века особо популярными были чешская, шведская и немецкая гимнастические школы, а также собственная система физического воспитания, разработанная П. Ф. Лесгафтом.

### Спортивные награды

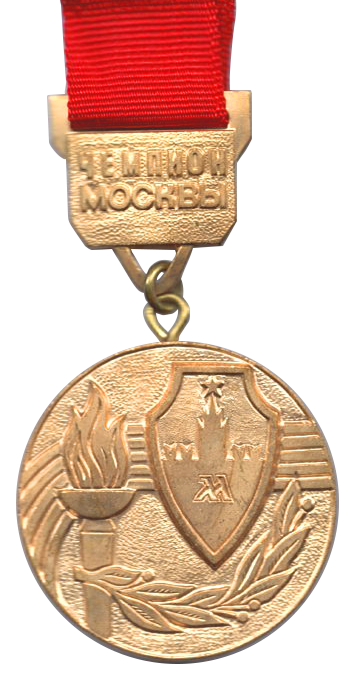
Золотая медаль Чемпионата Москвы (СССР, 1980-е)
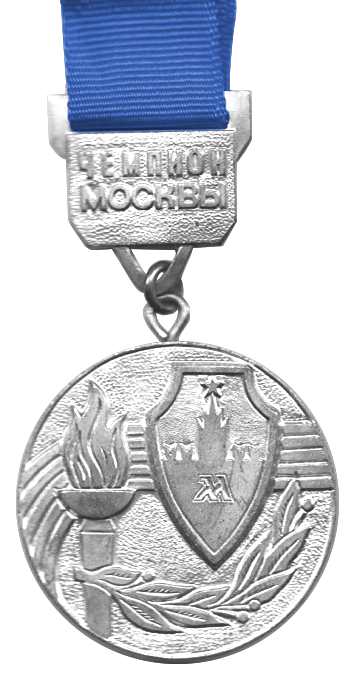
Серебряная медаль Чемпионата Москвы (СССР, 1980-е)
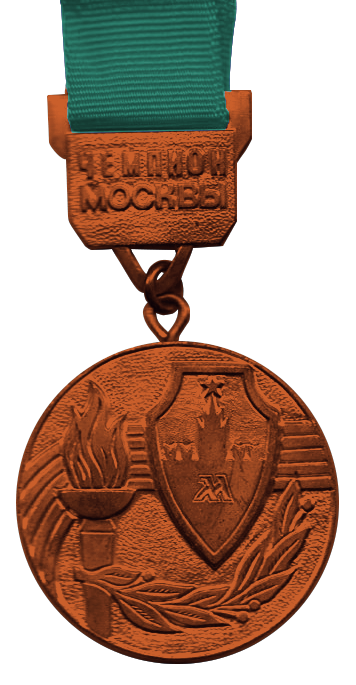
Бронзовая медаль Чемпионата Москвы (СССР, 1980-е)

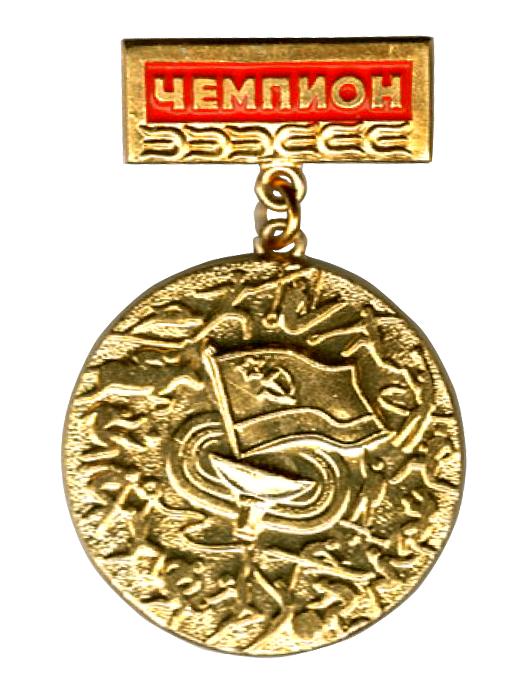
Нагрудный знак-медаль "Чемпион" (СССР, 1980-е)
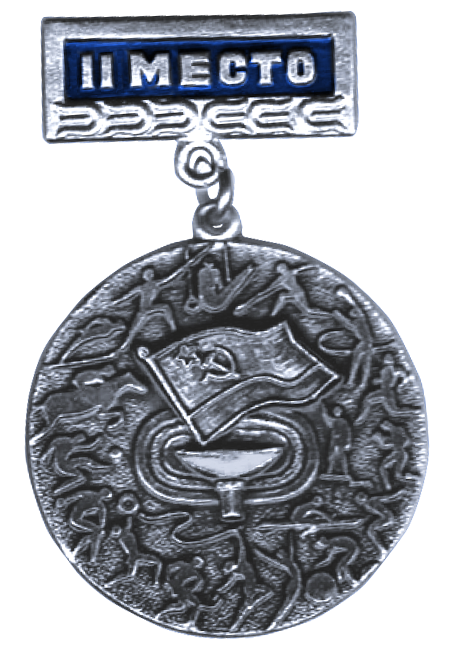
Нагрудный знак-медаль "2 место" (СССР, 1980-е)
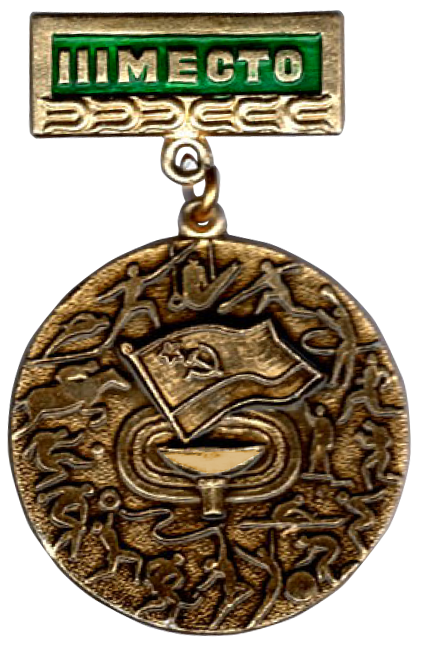
Нагрудный знак-медаль "3 место" (СССР, 1980-е)

### Спортивные разряды и звания
Система присвоения разрядов и званий в зависимости от показанных спортсменами результатов была создана в 1935 в СССР и называлась Единая всесоюзная спортивная классификация. В 1994 году в России была введена Единая всероссийская спортивная классификация (ЕВСК).

## Виды спорта
Законом «О физической культуре и спорте в Российской Федерации» предусмотрено создание:
- Олимпийского комитета России
- Паралимпийского комитета России
- Общероссийских, региональных и местных спортивных федераций
- Физкультурно-спортивных организаций
- Спортивных клубов

В стране культивируются различные виды спорта, как олимпийские, так и неолимпийские.

В числе популярных: футбол, хоккей, лёгкая атлетика…
Внутри каждого вида спорта выделяются спортивные дисциплины — части видов спорта, имеющие отличительные признаки и включающая в себя один или несколько видов, программ спортивных соревнований.
В 2016 году Министерство спорта Российской Федерации приняло решение признать компьютерный спорт (киберспорт) официальным видом спорта и включить в Всероссийский реестр видов спорта; таким образом, теперь все соревнования по киберспорту будут проходить под эгидой Министерства спорта.

## Любительский спорт
После 2012 года наблюдается резкий подъём любительского спорта. По всей стране запущена система спортивного воспитания ГТО. Каждый год в разных уголках страны открываются новые старты: марафоны, трейлраннинги, свимраны, массовые заплывы, триатлоны.
С 2014 года в России спустя десятилетие возрождается гонка по триатлону в формате Ironman.
В 2017 году в Сочи прошёл первый, популярнейший во всем мире, заплыв Oceanman.
Отношение качества оказываемых спортивных «услуг» к стартовому взносу находится на высоком уровне, что свидетельствует о конкуренции среди организаторов спортивных мероприятий и вовлечению всё большего числа граждан в спорт. Часто любительский спорт связан именно с активным отдыхом.
С 2019 года развитие любительского спорта в России проходит при государственной поддержке через федеральный проект «Спорт – норма жизни», который является частью национального проекта «Демография».
Задачей проекта к 2030 году является привлечение к регулярным занятиям спортом и физической культурой 70 % жителей России и тем самым повышение качества жизни. К моменту начала проекта этот показатель составлял 38 % (по данным ВЦИОМ).
В рамках реализации проекта осуществляется поставка нового спортивного оборудования и инвентаря в спортивные школы олимпийского резерва, повышается уровень предоставляемых населению спортивными организациями услуг в соответствии с федеральными стандартами спортивной подготовки, на сельских территориях вводятся в эксплуатацию плоскостные спортивные сооружения для подготовки и выполнения нормативов ГТО, строятся и вводятся в эксплуатацию объекты спорта региональной собственности (физкультурно-оздоровительные комплексы, крытые катки, региональные центры по хоккею, футбольные манежи т.д), проводятся физкультурные и комплексные физкультурные мероприятия для всех категорий и групп населения (например, «Лыжня России», «Спартакиада», «Кросс нации», «Декада спорта и здоровья», «День физкультурника» и другие).
К 2023 году в России было построено 353 тыс. спортивных объектов. Президент РФ Владимир Путин заявил о поставленной перед правительством страны задаче к 2030 году вовлечь в систематические занятия спортом 70 % граждан России — это 93 миллиона человек всех возрастных групп.
В декабре 2023 года Владимир Путин подписал закон о любительском спорте, который определяет его как часть массового спорта, направленную на организацию и проведение спортивных турниров, не связанных с подготовкой национальных команд и сборных субъектов России. Также документ разрешает спортивным федерациям под своей эгидой проводить любительские соревнования. По закону любительские лиги спортивные лиги могут участвовать в создании единого календаря межрегиональных, всероссийских и международных мероприятий. Немногим ранее, но тоже в декабре 2023 года, Владимир Путин поручил правительству РФ подготовить к марта 2024 года предложение о возрождении спортивных парадов на Красной площади. Подобные парады проводились с 1919 по 1945 год. Позже их перенесли на стадион «Динамо».
Вице-премьер РФ Дмитрий Чернышенко в конце 2023 года сообщил, что спортом в стране регулярно занимаются более 50 % россиян — 72 млн человек, что на 10 млн больше, чем в 2020 году.
В июне 2024 года Владимир Путин назвал создание условий для максимально бесплатного занятия физической культурой и спортом— абсолютной задачей. До этого он назвал одной из главных проблем необоснованную коммерциализацию физкультуры и массового спорта, в связи с чем велел обратить внимание на работу закона о спорте.
К сентябрю 2024 года, по информации Минспорта РФ, благодаря реализации, в том числе, федеральных проектов «Спорт — норма жизни» и «Я выбираю спорт» уровень обеспеченности регионов России объектами спорта достиг 64,5 %.

## Россия на Олимпийских играх, чемпионатах мира и Европы
Российская Федерация принимала участие в 7 летних и 8 зимних Олимпийских играх. Ещё в 3 летних Играх принимала участие команда Российской империи. Команда СССР принимала участие в 9 летних и 9 зимних олимпийских играх. На первых олимпийских играх 1896 года представитель России генерал Алексей Бутовский входил в состав МОК, но российские спортсмены не принимали участия в Играх. Впервые Россия приняла участие в 1900 году во II летних Олимпийских играх. Из российских спортсменов первую олимпийскую золотую медаль завоевал в 1908 году фигурист Николай Панин-Коломенкин на IV Олимпиаде в Лондоне.
Советский Союз участвовал в летних Играх начиная с Олимпиады-1952 в Хельсинки, в зимних — с Олимпиады-1956 в Кортина-д'Ампеццо.
После распада СССР на летней Олимпиаде-1992 в Барселоне и зимней Олимпиаде-1992 в Альбервиле спортсмены России, как и других стран СНГ, участвовали в Объединённой команде под общим флагом, а начиная с зимней Олимпиады-1994 в Лиллехаммере — в отдельной команде под собственным флагом.
В декабре 2017 года, незадолго до начала зимней Олимпиады 2018 года МОК отстранил Олимпийский Комитет России от участия в олимпиадах. Это было сделано в связи с обвинениями в допинговых манипуляциях на Олимпиаде-2014 по результатам отчёта комиссии Всемирного антидопингового агентства (WADA).
Российским спортсменам было разрешено участие в индивидуальных и командных соревнованиях под нейтральным флагом. Возможность допуска каждого спортсмена и тренера рассматривалась МОК и международными федерациями спорта индивидуально. МОК отменил отстранение ОКР через несколько месяцев после окончания Олимпиады в Пхеньяне, но санкции WADA против российских спортсменов продолжили действовать. Им разрешалось выступать только под нейтральным флагом. Руководителям ОКР, после отстранения было запрещено посещать олимпийские мероприятия в качестве официальных лиц. На летней Олимпиаде 2021 (2020) года в Токио российская сборная выступала как сборная ОКР, так как выступление под знамёнами России было запрещено до 16 декабря 2022 года.
В октябре 2023 года Международный олимпийский комитет снова временно отстранил Олимпийский комитет России (ОКР). Это было сделано по требованию Украины наказать ОКР за включение в свой состав олимпийских советов ДНР, ЛНР, Запорожской и Херсонской областей.

## Международные соревнования в России
После проведения во времена СССР в Москве летней Олимпиады 1980 года и летней Универсиады 1973 года впервые в постсоветской России проходят зимние Олимпийские игры 2014 в Сочи, летняя Универсиада 2013 в Казани и зимняя Универсиада 2019 в Красноярске.
Также впервые в стране проводится чемпионат мира по футболу 2018 и ряд других мировых чемпионатов. В 2024 году после пандемии COVID-19 и беспрецедентных санкций Россия вернула себе статус организатора больших международных событий.  Она провела Игры будущего в Казани и Игры БРИКС. Также на 2025 год запланировано проведение Игр дружбы, в которых, как планируется, примут участие спортсмены из 70 стран.

### 2010—2019 годы
- 2010 — Чемпионат мира по настольному теннису среди команд 2010 (Москва)
- 2010 — Чемпионат мира по хоккею с мячом 2010 (Москва)
- 2011 — Чемпионат Европы по тяжёлой атлетике (Казань)
- 2011 — Чемпионат мира по биатлону (Ханты-Мансийск)
- 2011 — Чемпионат мира по современному пятиборью (Москва)
- 2011 — Чемпионат мира по фигурному катанию (Москва)
- 2013 — Всемирные игры боевых искусств (Санкт-Петербург)
- 2013 — Летняя Универсиада (Казань)
- 2013 — Чемпионат мира по лёгкой атлетике (Москва)
- 2014 — Зимние Олимпийские игры (Сочи)
- 2014 — Чемпионат мира по хоккею с мячом (Иркутск)
- 2014 — Чемпионат мира по дзюдо (Челябинск)
- 2014 — Гран-при России Формулы-1 (Сочи) (2014—2021)
- 2015 — Зимние Сурдлимпийские игры (Ханты-Мансийск/Магнитогорск)
- 2015 — Чемпионат мира по фехтованию (Москва)
- 2015 — Чемпионат мира по водным видам спорта (Казань)
- 2015 — Чемпионат мира по хоккею с мячом 2015 (Хабаровск)
- 2015 — Чемпионат Европы по настольному теннису (Екатеринбург)
- 2016 — Чемпионат мира по хоккею с шайбой (Москва и Санкт-Петербург)
- 2017 — Кубок конфедераций по футболу
- 2018 — Чемпионат мира по футболу 2018
- 2019 — Зимняя Универсиада (Красноярск)

### После 2020 года
- 2021 — Чемпионат мира по пляжному футболу (Москва)

## Статистика
По государственным данным на 2008 год в России имелось 2687 стадионов с трибунами на 1500 мест и более, 3762 плавательных бассейна, 123,2 тыс. плоскостных спортивных сооружений.
В 2008 году численность занимавшихся в спортивных секциях и группах составляла 22,6 млн человек, в том числе 8,1 млн женщин.
На 2017 год свыше 1 млн человек занимались спортом на уровне, близком к профессиональному, 270 тыс. человек числились первыми, вторыми и третьими номерами сборных команд разного уровня. При этом лишь около 5,5 тыс. человек из них могли претендовать на то, чтобы войти в число лучших в своем виде спорта и получать относительно высокий доход.

## Проблемы

### Международные санкции
По решению международного антидопингового агентства (WADA) от 9 декабря 2019 года российские спортсмены в течение четырёх лет не смогут выступать на международных соревнованиях под российским флагом. В том числе, российская команда не будет допущена к участию в Олимпиаде-2020 в Токио. Отдельные спортсмены, доказавшие свою непричастность к российскому допинговому скандалу, смогут участвовать под нейтральным флагом и без исполнения гимна России.
Позиция России
По мнению российских властей, санкции WADA вызваны желанием оказать «политическое давление» на Россию.
Позже Следственный комитет России заявил, что уехавший в США Григорий Родченков целенаправленно менял результаты допинг-проб из Германии и США.